# VOGUS IMAGE
VOGUS IMAGE(ヴォーガスイマージュ)は、2001年結成のバンド。

## MEMBER

### sho-ka
vocal

### 龍耶
guitar

### 一迦
bass

### 西原ツバサ
drums

## 略歴・リリース

### 2001年
4月 Vogus Image 結成
5月 live活動開始
9月26日 First Maxi Single「カプセル」リリース

### 2002年
1月13日 目黒鹿鳴館 One-man live
3月～4月 TOUR
4月23日ROPPONGI Y2K One-man live
4月25日名古屋HEART LAND One-man live
4月27日西九条BRAND NEW One-man live
4月24日 2nd Maxi Single「モノポリー」リリース 
4月24日 1st Maxi Single 「カプセル」2nd Press version（新ジャケット）リリース
6月16日 3rd Maxi Single「俺は忙しい」同日、池袋CYBER One-man live
OMNIBUS CD「Shock Edge 2002」に参加
1st Mini Album「真空パック」リリース
11月9日西九条BRAND NEW　One-man live
11月14日名古屋HEART LAND　One-man live
11月17日渋谷ON AIR WEST　One-man live

### 2003年
1月1日 1st VIDEO「トリップ」リリース
2月3日 「mader suitacase」の3バンドを収録したOMNIBUS VIDEO「鬼」リリース
4月24日 Maxi Single「ゴミ。」「モノポリー」2nd press リリース
5月5日 渋谷ON AIR WEST One-man live
8月8日 Maxi Single「手」リリース
9月6日 渋谷O-west One-man live
12月24日 「BOØWY Respect」リリース”わがままジュリエット”で参加
発売：発売元：Forlife music entertainment

### 2004年
1月4日 渋谷CLUB QUATTRO One-man live
1月21日 1st Full Album「絶対零度」リリース
2月18日 新宿LOFT「BOØWY’S BE AMBITIONS!!!」
BASSの一迦が病欠の為、support musicianとしてheath(X japan)が参加。
8月17日 高田馬場ESP HALL  One-man live
9月22日 Maxi Single「水色」初回生産限定DVD付/リリース
「HOTWAVE」オープニング・テーマ
発売：発売元 tricycle entertainment/universal music
10月10日 表参道FAB One-man live
10月11日 表参道FAB One-man live

### 2005年
3月23日 Maxi Single「画布」リリース
「HOTWAVE」オープニング・テーマ
発売：発売元 tricycle entateinment/universal music
5月31日 恵比寿LIQUID ROOM「解凍」One-man live

### 2010年
8月9日 名古屋BOTTOM LINE

### 2011年
2月3日 CLUB CITTA’川崎
5月31日 高田馬場CLUB PHASE 10周年記念公演One-man live
会場限定CD「jukebox」リリース
12月27日 CLUB CITTA’川崎 10周年記念公演One-man live
会場限定CD「act」リリース

### 2016年
9月22日 池袋CYBER 15周年記念公演One-man live 

### 2017年
1月22日 高田馬場CLUB PHASE One-man live
6月11日 目黒鹿鳴館 One-man live
8月26日 CLUB CITTA’川崎(CHAIN THE ROCK FES’2017イベント) 

### 2018年
4月7日 渋谷RUIDO K2 One-man live
5月3日 渋谷DESEO (NoGoD presents -SPECIAL 2MAN 5DAYS-)

### 2019年
10月19日 高田馬場CLUB PHASE One-man live